# Сапожников, Николай Петрович
Николай Петрович Сапожников (6 декабря 1913 — 17 июля 1985) — передовик советского чёрной металлургии, старший мастер Череповецкого металлургического завода Министерства чёрной металлургии СССР, Вологодская область, Герой Социалистического Труда (1971).

## Биография
Родился 6 декабря 1913 года в селе Урлядинск, ныне Верхнеуральского района Челябинской области в русской крестьянской семье. Работать начал в 1930 году бетонщиком на строительстве Магнитогорского металлургического завода. С 1932 года стал работать горновым доменного цеха на этом же заводе. В 1936 году был призван в ряды Красной Армии. После демобилизации возвратился работать в Магнитогорск. В 1940 году как опытный специалист был направлен в Нижнетагильский металлургический завод. Стал работать мастером доменного цеха.
Его ударный труд в годы войны и первую послевоенную пятилетку был отмечен государственными наградами. С марта 1955 года Сапожников стал трудиться на Череповецком металлургическом заводе. Принимал участие в пуске первой домны этого предприятия в августе 1955 года. По команде мастера Сапожникова была пробита летка и доменная печь выдала первую партию чугуна. В 1968 году стал трудиться старшим мастером доменного цеха Череповецкого металлургического завода. Награждался двумя орденами Знак Почёта.
За выдающиеся успехи, достигнутые в выполнении заданий пятилетнего плана по развитию чёрной металлургии Указом Президиума Верховного Совета СССР от 30 марта 1971 года Николаю Петровичу Сапожникову было присвоено звание Героя Социалистического Труда с вручением ордена Ленина и золотой медали «Серп и Молот».
В дальнейшем продолжал трудовую деятельность.
Проживал в городе Череповце Вологодской области. Умер 17 июля 1985 года. Похоронен на кладбище №1 города Череповца.

## Награды
За трудовые успехи удостоен:
- золотая звезда «Серп и Молот» (30.03.1971),
- орден Ленина (30.03.1971),
- два ордена Знак Почёта (19.07.1958, 22.03.1966)
- Медаль «За трудовую доблесть» (05.05.1949),
- Медаль «За трудовое отличие» (31.03.1945),
- другие медали.